# Barba

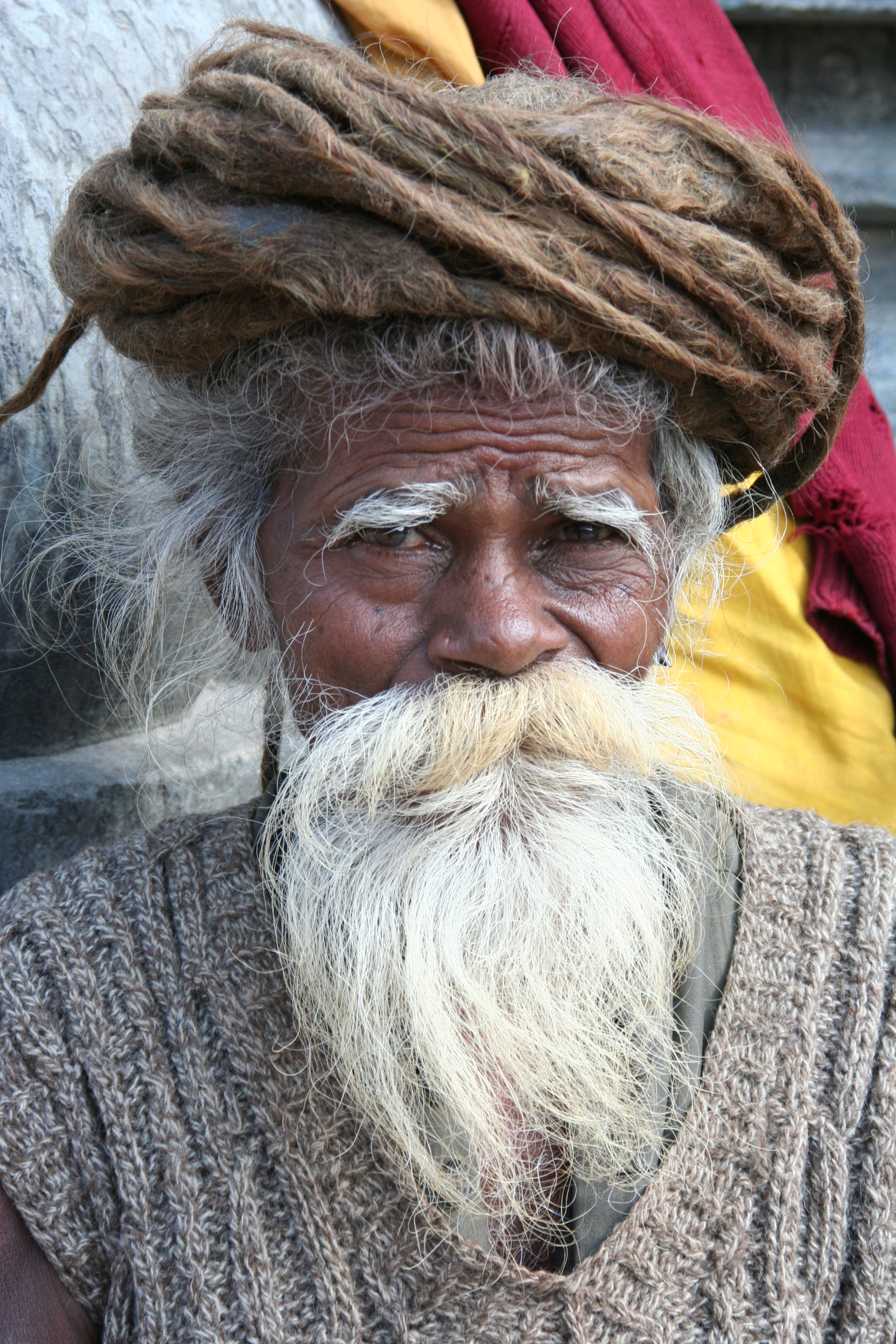
Un anziano uomo Sadhu con la barba bianca, i baffi e i dreadlocks

La barba è l'insieme dei peli sulla mascella inferiore di un uomo, ma il nome è usato anche in senso più ampio per indicare l'intera peluria nella parte inferiore del viso e davanti al collo negli esseri umani di sesso maschile. È uno dei caratteri sessuali secondari maschili e una delle ultime caratteristiche della pubertà tra gli uomini. Appare con più o meno abbondanza a seconda dell'etnia, ma a volte la sua crescita è ritardata o debole nonostante il verificarsi della pubertà. È segno maschile di dimorfismo sessuale nell'uomo, dovuto alla produzione di testosterone nel corpo. Quando i peli della barba sono lasciati solo sul mento, si parla di pizzetto. A questo proposito, la barba è solo per adolescenti e umani maschi adulti, ma più raramente cresce anche  nelle donne a causa di irsutismo causato da PCOS, squilibri ormonali o durante la gravidanza.
Durante la gravidanza nelle donne, gli androgeni (ormoni maschili) aumenta e cresce la barba, dopo 6 mesi dal parto, gli androgeni diminuiscono e tornano ai livelli normali. Se la barba continua a crescere dopo 6 mesi, si tratta di una condizione medica chiamata irsutismo, spesso causato da PCOS. È consigliabile consultare un dermatologo per valutare la crescita dei peli e il trattamento.
In molte culture la barba rappresenta un vero e proprio elemento di espressione esteriore della dignità virile (come ricordano anche espressioni del tipo "l'onor del mento"). In altre la barba è indice di invecchiamento, per cui viene regolarmente tagliata.

## Storia
Presso gli antichi popoli la barba, in quanto prerogativa del maschio adulto, è stata spesso considerata un simbolo di potere. In Egitto il radersi era considerato, oltre che una valida regola igienica, un dovere religioso. Infatti, proprio per questa usanza gli Egizi usavano vari rasoi contenuti in appositi astucci, rinvenuti anche dagli archeologi. Tuttavia non viene ignorata la funzione simbolica del connotato e i faraoni (comprese le femmine come la regina Hatshepsut) vengono raffigurati con barbe finte. I semiti mesopotamici invece portavano barbe lunghe e folte, accuratamente pettinate e arricciate. Nell'antica Grecia venne ritenuta segno di forza e di virilità. A Sparta i codardi erano condannati a portarla su un solo lato del viso, in modo che fosse facile distinguerli anche a distanza (Plutarco, Vita di Agesilao, par. 30). Praticamente tutti filosofi e letterati greci la portavano, e importanti politici come Pericle.
L'uso sistematico del rasoio si diffuse durante l'età macedone, per imitazione dello stesso Alessandro che, secondo alcune fonti, era quasi glabro e comunque iniziò la propria ascesa troppo giovane per avere una barba folta quanto i suoi avversari persiani. Di pari passo con l'influenza della cultura greca la moda si estese anche a Roma, dove assunse una notevole importanza il rito della depositio barbae, ossia il primo atto di rasatura del giovanotto.
La barba rimase un attributo tipico dei filosofi e dei greci (un'eccezione fra i politici fu la rossa barba che caratterizzò il filoellenico Nerone dopo i primi anni di governo); in quanto tale venne ripresa a partire dall'imperatore Adriano, amante della cultura della Grecia classica, e, seguendo la moda adrianea, dai suoi successori Antonino Pio, Lucio Vero, Marco Aurelio (filosofo stoico), Commodo, Pertinace, Settimio Severo, Caracalla, Macrino. Nel III secolo gli imperatori soldati (Claudio il Gotico, Aureliano, Numeriano ecc.) la portavano molto corta e rifinita con i capelli cortissimi. Diocleziano e Massimiano furono gli ultimi imperatori a farsi rappresentare con la barba. Da Costantino in poi cadde in disuso, con l'eccezione di Giuliano l'Apostata che la portava lunga, con i capelli a caschetto, coerentemente con il suo progetto di restaurazione degli ideali antichi e la sua pratica di filosofo. Nel V secolo d.C. si preferirono i baffi (Odoacre, Teodorico il Grande ecc.); in quello successivo le barbe con i capelli lunghi, su influsso di popoli germanici (franchi e longobardi), nordici e dell'oriente bizantino. L'uso si mantenne a lungo anche nei paesi celtici. Ad Oriente prevalse l'uso di barbe e capelli più corti come quelli di Giustiniano. In seguito si diffuse nuovamente, e l'ultimo imperatore romano d'Oriente Costantino XI Paleologo la portava lunga.

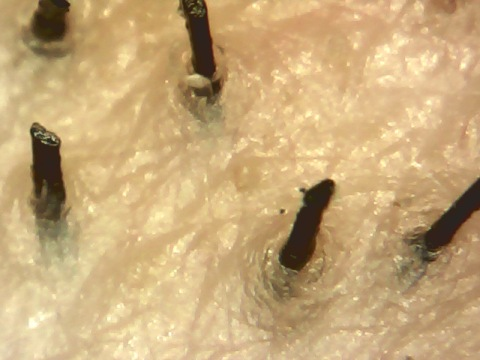
Ingrandimento di peli di barba in crescita

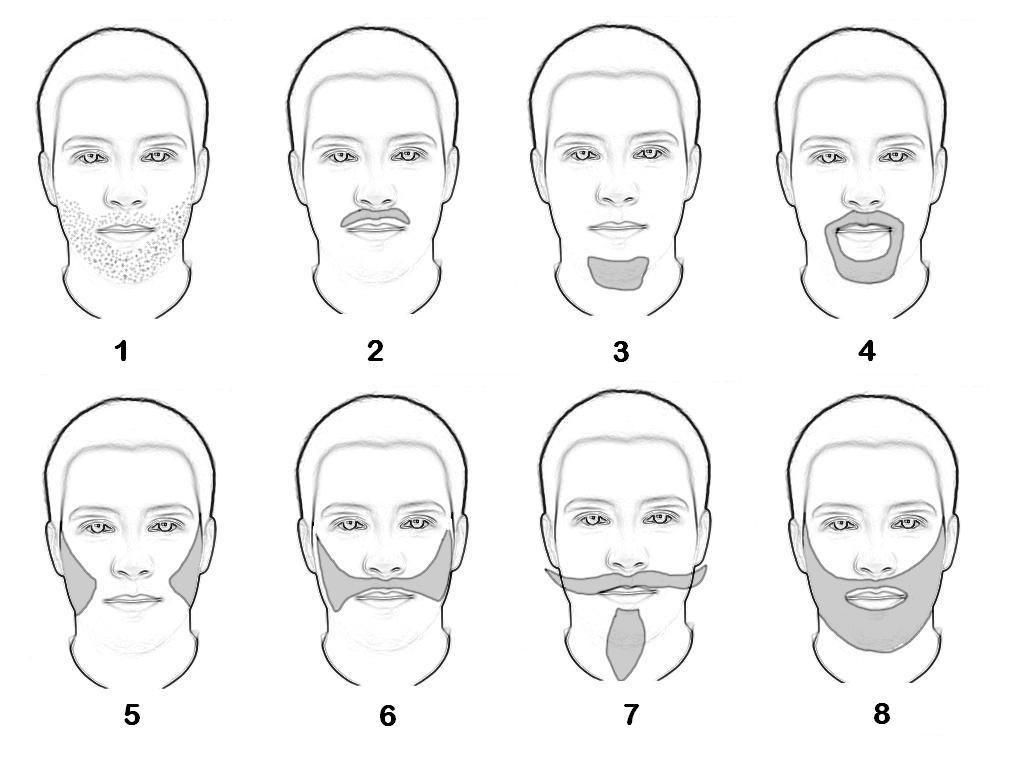
Vari tipi di barba

Presso gli Ebrei il taglio della propria barba era considerato un atto sacrilego; invece il taglio di quella altrui era considerato un gesto aggressivo e degradante per chi lo subiva. I patriarchi ebrei (ad eccezione di Giuseppe) e personaggi come Re Davide, Salomone, Mosè e i profeti sono tradizionalmente raffigurati barbuti. Molti ebrei ultraortodossi o rabbini portano la barba lunga, così come alcuni ordini religiosi cristiani e non. 
Fu dall'iconografia del filosofo (e da quella di diverse divinità classiche come Zeus/Giove, nonché dagli usi degli Ebrei dell'epoca) che derivò, nell'arte paleocristiana, la figura del Gesù barbuto (più antiche sono le raffigurazioni imberbi), che divenne in seguito tipica fino ad oggi. Anche i dodici apostoli furono sempre raffigurati con la barba. Benché molti padri della chiesa portassero la barba, nel mondo cattolico lentamente i religiosi la abbandonarono. Nel mondo bizantino e ortodosso la barba era l'attributo tipico dei religiosi: dopo il Grande Scisma del 1054 caratterizzò peculiarmente la Chiesa ortodossa, le Chiese orientali e le Chiese cattoliche di rito greco, tanto che ancora nel XV secolo era considerato scandaloso che il cardinale latino cattolico Giovanni Bessarione portasse la barba, mentre i monaci continuarono a portarla in certi casi. Un'eccezione fu il papa Giulio II, che fece voto di non tagliarsi la barba finché non avesse cacciato i francesi dalla penisola italiana, cosa che però non riuscì a fare. Solo dal XVII secolo l'uso ricomparve sporadicamente nel clero anche se corta (si vedano ad esempio il cardinale Richelieu o Giulio Mazzarino). 
In ambito islamico molti religiosi, cercando di assomigliare il più possibile al profeta Maometto (che la tradizione vuole avesse la barba), ritengono indispensabile per ogni buon credente lasciarsi crescere la barba. Essa è a tal punto divenuta simbolo di questa ostentazione religiosa che in molti paesi i fondamentalisti vengono detti "i Barbuti" per antonomasia. 
L'uso ortodosso della barba si trasmise nella Russia prerivoluzionaria, dove la barba veniva fatta crescere in segno di virilità, e il danneggiamento dell'altrui barba era inoltre considerato reato punibile con una cospicua somma. Molti zar come Ivan IV di Russia si attennero a questa tradizione. Nel 1698, per occidentalizzare il paese, Pietro il Grande mise delle pesanti tasse sulle barbe dei nobili (boiardi), poi ne permise solo ai contadini (solo se non fossero entrati in città) e sacerdoti l'uso, pena il pagamento di imposte aggiuntive. La barba in Russia restò attributo solo dei religiosi (preti, monaci e starec) e del popolo fino alla metà del 1800.
Per tutto l'Alto Medioevo la barba era portata lunga, talvolta a forchetta incorniciata con i capelli alle spalle (si pensi ai re Merovingi, Carolingi, ai Longobardi, agli stessi bizantini). Nel Basso Medioevo rimase l'uso per due secoli, si pensi a Federico Barbarossa che deve il suo soprannome proprio a ciò. Nel Duecento la moda della barba cadde in disuso: ad esempio Federico II di Svevia non la portava, né lo faceva Filippo il Bello, re di Francia, mentre diversi condottieri e uomini d'arme continuarono a portarla (es. Cesare Borgia, Ezzelino III da Romano, Francesco Maria I della Rovere), come diversi artisti e scienziati (Michelangelo, Raffaello in alcuni dipinti, Caravaggio, Leonardo, Galileo Galilei...), re e aristocratici del 1600 (Giacomo I d'Inghilterra, Carlo I, Enrico IV di Francia, Carlo V del Sacro Romano Impero...). La barba, fuori moda nel XVIII secolo, ritornò a partire dal secolo successivo. Voltaire nel Candido abbina alla barba ai filosofi del Mediterraneo orientale, e il protagonista e i suoi amici la portano infatti - all'uso dei dervisci - dopo essersi stabiliti in una fattoria sulla Propontide turca, e aver abbandonato per sempre l'Europa intollerante. 
Nel XIX secolo e all'inizio del XX secolo molti personaggi celebri di politica, arte e letteratura (ad esempio Giuseppe Garibaldi, Giuseppe Mazzini, Cavour, Giuseppe Verdi, Marx, Engels, van Gogh, Paul Verlaine, Dostoevskij, Wagner, Tolstoj...), divenendo una vera moda tra i liberali, al punto che Giacomo Leopardi ironizza sulle lunghe barbe della maggioranza dei suoi amici e conoscenti nella poesia Palinodia. Al marchese Gino Capponi.
Anche i sovrani europei ricominciarono a portare la barba: ad esempio Edoardo VII e Giorgio V del Regno Unito, Enrico V di Francia, Napoleone III, Francesco Giuseppe d'Austria, Vittorio Emanuele II di Savoia, o lo zar Nicola II di Russia.
Secondo un'antica leggenda popolare farsi la barba a Berlino, città nota per i suoi eccellenti barbieri, porta fortuna. 
Dopo la prima guerra mondiale chi la portava solitamente utilizzava tagli corti o pizzetto (Lenin, Trotsky, Italo Balbo, Luigi Pirandello...).
Nel mondo contemporaneo il radersi o il farsi crescere la barba è legato alle mode ed al gusto personale. Dopo la Seconda guerra mondiale e per un paio di decenni si preferivano volti glabri. Un revival come fenomeno di costume della barba si ebbe negli anni Settanta del XX secolo, quando veniva vista (assieme ai capelli lunghi e ai baffi per gli uomini) come segno di ribellione alle consuetudini e ai valori borghesi (si vedano le barbe di Fidel Castro o Che Guevara, rivoluzionari soprannominati barbudos o diversi letterati e artisti). Nei decenni immediatamente successivi si è registrato il ritorno dei volti rasati (specialmente per quanto riguarda i personaggi pubblici), dopodiché, dopo un moderato successo del pizzetto negli anni '90, la barba, possibilmente folta e ben curata, è ricomparsa come elemento di moda dal 2010 circa.

## La barba in Occidente
(William Shakespeare, Molto rumore per nulla)

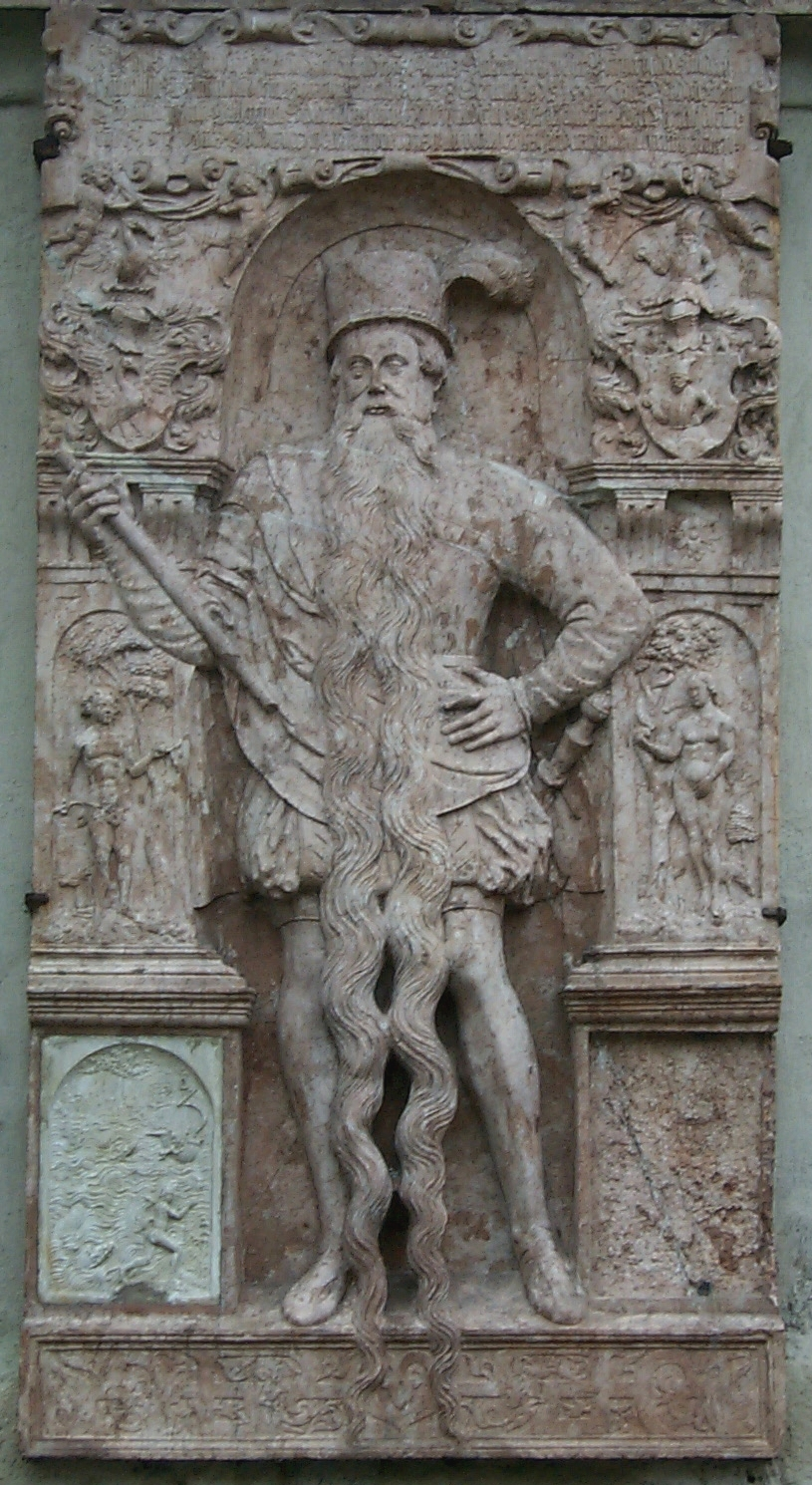
Lapide commemorativa raffigurante Hans Steininger, borgomastro celebre per la sua lunghissima barba, sulla facciata laterale della chiesa di Santo Stefano a Braunau am Inn

In occidente la barba è sempre stata soggetta alla moda e molto presto perse quel suo significato religioso che aveva nelle civiltà arcaiche. Se per il periodo dei Re di Roma la barba in voga era quella alla greca (completa e a punta) e all'etrusca (senza baffi), con l'inizio della repubblica la barba cadde in disuso. Dal III secolo a.c. al I secolo d.c. era molto raro vedere un cittadino romano con la barba in quanto, per motivi di origine militare, con il viso rasato i soldati avrebbero dato meno opportunità da parte dei nemici di essere afferrati per la barba e uccisi. In opposizione alle barbe di età monarchica che erano il simbolo della repubblica, dopo la guerra civile il viso rasato divenne la caratteristica dei romani fino al II secolo d.c. 
Nel II secolo d.c. su influsso delle campagne orientali, della riscoperta della filosofia greca e su influsso della moda partica, la barba fece il suo ritorno all'interno del mondo romano. 
Anche le popolazioni germaniche ammesse nell'impero, che fino ad allora si radevano per essere simili ai romani, tornavano a farsi crescere le loro barbe. 
Se per il II secolo d.c. barba e capelli erano portati lunghi e riccoluti, per il III secolo d.c. su influsso dell'Anarchia Militare, barba e capelli furono portati corti e ben sagomati: i soldati non avevano più tempo per curare la loro barba ed allora fu preferito un taglio a forbici. 
Nel IV secolo d.c. nell'Impero Romano D'Occidente tornò in voga il viso glabro, accompagnato da capelli a caschetto. 
Nel V secolo d.c., a seguito delle nuove invasioni barbariche, nella moda del tardo-impero comparvero i baffi, portati lunghi e pendenti alla Odoacre, o al labbro come Teodorico I. 
Nel VI secolo in Europa furono i baffi ad avere la loro rivincita sugli altri tipi di barba ma con le campagne di Giustiniano in Italia, che misero fine al regno Ostrogoto d'Italia, divenne di uso comune in Italia la barba portata semplice: con l'arrivo dei Longobardi in Italia, barba e capelli lunghi s'imposero nella moda Alto-Medievale italiana, in contrapposizione con la moda franca che prediligeva i baffi. Carlo Magno sembra che alternasse barba e baffi: ma tra questi prediligeva i secondi. 
Con la conquista carolingia dell'Europa, tornarono in voga i capelli corti, accompagnati generalmente dai baffi. 
Nel X secolo s'imposero capelli corti alla romana e barba, mentre nell'XI-XII secolo, all'epoca delle crociate, tornarono in auge i capelli lunghi accompagnati dalla barba lunga e fluente. 
Nel XIII secolo la barba venne man mano accantonata ed capelli, in genere lunghi fino alla nuca, erano raccolti in una cuffia: questa moda continuò fino agli inizi del XIV, quando si optò per capelli più liberi. 
Nel primo Trecento in Italia la barba era portata esclusivamente da uomini di legge e dagli anziani.
Nella metà del XIV secolo la barba tornò, questa volta accompagnata da un pizzetto. 
La barba a punta o a forchetta accompagnò la moda Europea fino agli inizi del XV secolo. 
Il XV secolo, contrariamente a quanto spesso viene rappresentato nel cinema e nei documentari, fu prevalentemente un secolo senza barba: dagli anni '10 agli anni '80 del XV la barba si vede molto raramente nelle raffigurazioni del tempo, e quando la si vede è ben curata e di media lunghezza.
Gli uomini del quattrocento preferivano essere rasati: agli inizi del secolo spesso sono rasati sia barba e capelli ma verso gli anni '40 del secolo ai visi rasati sono accompagnati tagli a scodella e verso gli anni '60 ai visi rasati sono accompagnati tagli di media lunghezza. 
A fine secolo i capelli sono lunghi ma la barba resta rara. Se il XV secolo è un secolo glabro il XVI secolo fu il secolo della barba per eccellenza. A inizio secolo la barba era corta e curata, accompagnata da capelli lunghi e fluenti e verso gli anni '20-30 la barba si portava molto gonfia nei lati, i capelli erano inizialmente tagliati alla nuca, la frangetta era netta e corta: poi si optò per i capelli molto corti e la barba lunga e negli anni '50-60 i capelli tornarono a crescere, la barba tornò ad essere curata e ben tagliata ed a fine secolo si optò per pizzetti e barbe a punta rimaste in voga fino alla metà del XVII secolo. 
Nel Seicento barba e baffi subivano il trattamento con ferri caldi per essere arricciati: venivano unti e profumati con olio di cedro e di gelsomino, ed erano accompagnati da capelli lunghi.
La moda settecentesca della parrucca richiese la pelle rasata e si dovette attendere il periodo risorgimentale per un ritorno di fiamma della barba a cui venne attribuito, questa volta, un significato politico. Spesso infatti le barbe saranno simbolo di rivoluzione, anche perché ribelli e guerriglieri, per la vita stessa che facevano, erano impossibilitati ad usare il rasoio.

Sottogola, Lincoln

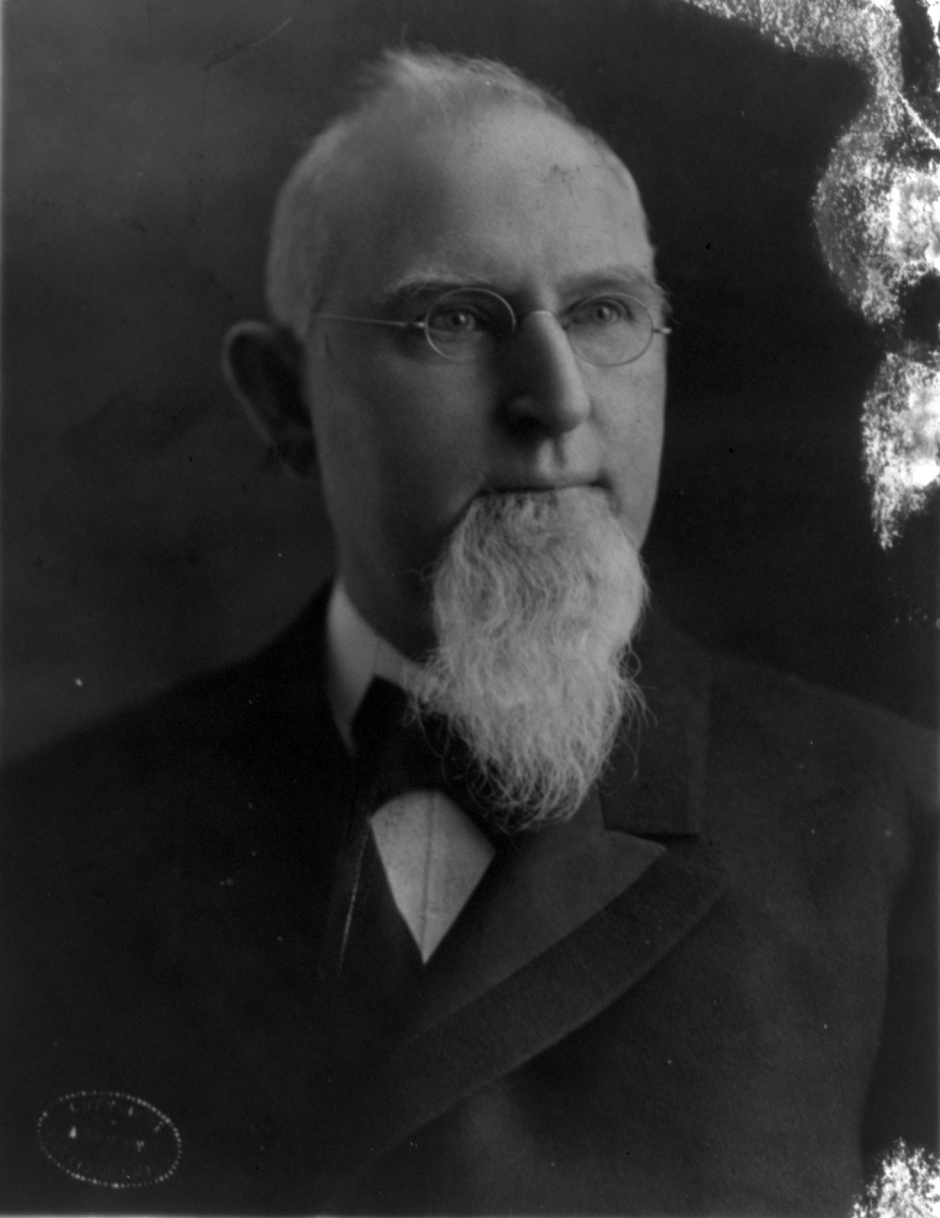
Pizzetto, Thomas Henry Carter

Nel XX secolo è il '68 a sdoganare nuovamente la barba. Attualmente la barba è molto condizionata dalla moda del momento.

## Record di lunghezza
La barba più lunga mai misurata è quella di Hans Langseth. Alla sua morte, nel 1927, secondo la misurazione ufficiale dello Smithsonian Institution, la sua barba era lunga 5,33 metri (circa 17,6 piedi); la famiglia in realtà sosteneva che fosse leggermente maggiore, arrivando a misurare 5,6 metri (circa 18,6 piedi).
Un esempio storico di barba lunga fino ai piedi à quello di Hans Steininger, che morì in un incendio proprio perché vi era inciampato.

## Tipi di barba
La barba può essere di diversi tipi in base all'etnia e al corredo genetico della persona.
Generalmente si divide in 5 categorie.
La barba afro, diffusa tra le persone di carnagione molto scura in africa sub-sahariana, tende ad essere sempre mora e riccia, generalmente ai lati è folta e i baffi compaiono più tardi. 
La barba mediorientale-nordafricana, come dice il nome, tende ad essere mora e può essere riccia, mossa o anche liscia e solitamente è una barba molto folta. 
Esiste poi la barba di tipo caucasico, generalmente liscia sul mento e sui baffi, il cui colore cambia in base al patrimonio genetico ma tra Europa, Turchia e Russia va dal bruno al biondo. Molto diffusa in queste zone è un tipo di barba in cui il colore dei baffi negli individui giovani è leggermente più chiaro rispetto al resto della barba, salvo poi scurirsi e restare così. 
Poi ci sono le barbe di tipo asiatico, molto lisce, di colore nero o bruno, nelle quali i baffi tendono ad essere più folti, così come il pizzetto, mentre i lati sono generalmente radi.

## Cura della barba
Per mantenere un buon aspetto molte persone si affidano a prodotti specifici per la cura della propria barba, fra cui possono essere annoverati l'olio, shampoo da barba, cera e spazzola. 
In particolare se la barba viene trascurata si può andare incontro a fastidiosi inconvenienti, fra cui vale la pena nominare forfora e follicolite. Proprio per questo motivo oltre all'aspetto estetico un'altra cosa su cui si deve porre particolare attenzione è l'igiene, lavando quindi la propria barba regolarmente. 
Nei saloni professionali, la cura della barba e la prevenzione della follicolite si basano su strumenti specifici e sanificati, shampoo delicati e uso di oli antibatterici.
Il fine ultimo della cura per la barba è avere un aspetto ordinato, pulito, con peli soffici che non provochino irritazioni.